# Хёрберг, Феликс
Феликс Микаэль Хёрберг (швед. Felix Micael Hörberg; род. 19 мая 1999, Швеция) — шведский футболист, полузащитник клуба «Эстерсунд».

## Клубная карьера
Футболом начинал заниматься в небольшой команде «Вестра Ингельстад». В девятилетнем возрасте перебрался в академию «Мальмё», где выступал за различные детские и юношеские команды. К 15 годам он стал получать меньше игрового времени и не попадать в состав на какие-либо турниры, в связи с чем был вынужден уйти. После года, проведённого в «Кварнбю», Хёрберг попал в структуру «Треллеборга».
Перед началом сезона 2018 года стал привлекаться к тренировкам с основной командой. Первую игру в её составе провёл 9 февраля против «Эстерсунда» в рамках группового этапа кубка Швеции, появившись на поле на 81-й минуте вместо Маркуса Поде. 1 апреля дебютировал в чемпионате Швеции в матче первого тура против «Гётеборга». Хёрберг вошёл в игру в конце второго тайма. По итогам сезона «Треллеборга» занял последнюю строчку в турнирной таблице и вылетел в Суперэттан, а Феликс принял участие во всех тридцати матчах первенства, в которых забил четыре мяча.
В августе 2019 года вернулся в Алльсвенскан, подписав контракт с «Эстерсундом» сроком на четыре с половиной года. Впервые в красно-чёрной футболке вышел на поле 19 августа в игре очередного тура с «Эльфсборгом», заменив в середине второй половины встречи Лудвига Фрицсона.

## Карьера в сборных
В составе юношеской сборной Швеции провёл три матча в товарищеских турнирах. 9 октября дебютировал за молодёжную сборную в матче отборочного турнира чемпионата Европы со сборной Люксембурга, заменив на 85-й минуте Эрика Каля.

## Клубная статистика
| Выступление      | Выступление      | Выступление      | Лига | Лига | Кубки | Кубки | Конт. кубки | Конт. кубки | Итого | Итого |
| Клуб             | Лига             | Сезон            | Игры | Голы | Игры  | Голы  | Игры        | Голы        | Игры  | Голы  |
| ---------------- | ---------------- | ---------------- | ---- | ---- | ----- | ----- | ----------- | ----------- | ----- | ----- |
| Треллеборг       | Алльсвенскан     | 2018             | 30   | 4    | 4     | 1     | 0           | 0           | 34    | 5     |
| Треллеборг       | Суперэттан       | 2019             | 11   | 2    | 0     | 0     | 0           | 0           | 11    | 2     |
| Треллеборг       | Итого            | Итого            | 41   | 6    | 4     | 1     | 0           | 0           | 45    | 7     |
| Эстерсунд        | Алльсвенскан     | 2019             | 11   | 0    | 0     | 0     | 0           | 0           | 11    | 0     |
| Эстерсунд        | Алльсвенскан     | 2020             | 28   | 2    | 3     | 1     | 0           | 0           | 31    | 3     |
| Эстерсунд        | Алльсвенскан     | 2021             | 21   | 1    | 5     | 0     | 0           | 0           | 26    | 1     |
| Эстерсунд        | Итого            | Итого            | 60   | 3    | 8     | 1     | 0           | 0           | 68    | 4     |
| Всего за карьеру | Всего за карьеру | Всего за карьеру | 101  | 9    | 12    | 2     | 0           | 0           | 113   | 11    |